# Nedžad Branković
Nedžad Branković (Višegrad, 28. prosinca 1962.), bivši predsjednik Vlade Federacije Bosne i Hercegovine.
Završio je građevinski fakultet u Sarajevu 1987. Do 1992. bio je u IPSI-Institutu za promet u Sarajevu. Od 1993. do 1998. vođa je Željeznica BiH. Od 1998, do 2002. direktor je Energoinvesta.
2007. postaje federalni premijer. 27. svibnja 2009. podnio je neopozivu ostavku.
Dobitnik je "Zlatnog ljiljana" Armije Republike Bosne i Hercegovine.